# Victoria Coach Station
Victoria Coach Station és l'estació d'autobusos més gran i significant de Londres, operada per Victoria Coach Station Ltd., filial de Transport for London (TfL). L'estació serveix autobusos de llarga distància, no confondre amb "Victoria bus station" de London Buses. L'estació també es fa servir com a punt de partida per a molts viatges en tours d'autobús procedents de Londres.